# 1365
Пізнє Середньовіччя •  Відродження •  Реконкіста •  Ганза •  Авіньйонський полон пап •  Монгольська імперія •  Столітня війна

## Геополітична ситуація
Імператором Візантії є Іоанн V Палеолог (до 1376), османських турків очолює султан Мурад I (до 1389). Карл IV Люксембург має титул імператора Священної Римської імперії (до 1378). Королем Франції є Карл V Мудрий (до 1380).
Апеннінський півострів розділений: північ належить Священній Римській імперії, середню частину займає Папська область, південь належить Неаполітанському королівству. Деякі міста півночі: Венеція, Піза, Генуя тощо, мають статус міст-республік. Триває боротьба гвельфів та гібелінів.
Майже весь Піренейський півострів займають християнські Кастилія і Леон, де править Педро I (до 1366), Арагонське королівство та Португалія, під владою маврів залишилися тільки землі на самому півдні. Едуард III королює в Англії (до 1377), Королем Швеції є Альбрехт Мекленбурзький (до 1389). У Польщі королює Казимир III (до 1370). У Литві княжить Ольгерд (до 1377).
Руські землі перебувають під владою Золотої Орди. Триває війна за галицько-волинську спадщину між Польщею та Литвою. Польський король Казимир III захопив Галичину, литовський князь Ольгерд — Волинь.
У Києві княжить Володимир Ольгердович (до 1394). Ярлик на володимирське князівство має московський князь Дмитро Донський (до 1389).
Монгольська імперія займає більшу частину Азії, але вона розділена на окремі улуси, що воюють між собою. У Китаї, зокрема, править монгольська династія Юань. У Єгипті владу утримують мамлюки. Мариніди правлять у Магрибі. Делійський султанат є наймогутнішою державою Індії. В Японії триває період Муроматі.
Цивілізація майя переживає посткласичний період. Почали зароджуватися цивілізація ацтеків та інків.

## Події
- Захоплення Судака генуезцями
- Альбрехт Мекленбурзький завдав поразки своїм суперникам у боротьбі за шведський трон Магнусу Еріксону та його сину Гокону VI в битві біля Гатаскугена. Магнус Еріксон потрапив у полон.
- Король Угорщини Людвік I Великий захопив Видинське царство й полонив царя Івана Срациміра.
- Король Кіпру Петро I разом із лицарями-госпітальєрами захопили Александрію в Єгипті. Ця подія залишилася в історії як Александрійський хрестовий похід.
- Засновано Віденський університет.
- Повстання на Криті проти влади Венеції зазнало поразки.
- Бахмані напала на Віджаянагару.
- Сукхотай став данником держави Аюттхая.

## Померли
- Богдан I (Богдан Вода) — воєвода Молдавський (1349—1365), засновник Молдавського князівства.